# Anders Eggert
Anders Eggert (Aarhus, 1982. május 14. –) dán válogatott kézilabdázó, posztját tekintve: balszélső.

## Pályafutása
Pályafutása során megfordult több dán csapatban is. Játékosa volt többek között a Braband, a Voel/Silkeborg KFUM és a GOG Svendborg TGI együtteseinek. 2006-ban Németországba szerződött a Flensburg gárdájához. Itt két szezont töltött és ezután hazatért Dániába a Skjern Håndboldhoz egy évre kölcsönbe, majd ismét a Flensburg játékosa lett és 2017-ig a klub alkalmazásában állt. A 2010–2011-es német bajnokság gólkirálya lett 248 találattal. A flensburgi csapattal 2012-ben megnyerte a Kupagyőztesek Európa-kupáját, 2014-ben pedig a Bajnokok Ligáját.
A dán válogatottban 2003. június 6-án egy Magyarország elleni mérkőzésen mutatkozhatott be. A 2011-es világbajnokságon ezüst, a 2012-es Európa-bajnokság pedig aranyérmet szerzett a nemzeti csapat tagjaként. Részt vett a 2012-es londoni olimpián. A 2013-as világbajnokságon tagja volt az ezüstérmes dán válogatottnak, illetve 55 góljával ő lett a torna gólkirálya.

## Sikerei

### Válogatottban
- Világbajnokság:
  - 2. hely: 2011, 2013
- Európa-bajnokság:
  - 1. hely: 2012

### Klubcsapatban
- Dán bajnokság: 
  - 1. hely: 2004
- Dán-kupa: 
  - 1. hely: 2003, 2005
- Bundesliga: 
  - 2. hely: 2008
- Német kupa:
  - 1. hely: 2015
- Bajnokok Ligája:
  - 1. hely: 2014
  - 2. hely: 2007
- Kupagyőztesek Európa-kupája:
  - 1. hely: 2012
- Világbajnokság gólkirálya: 2013
- Német bajnokság gólkirálya: 2011